# SC Paderborn 07
SC Paderborn 07 este un club de fotbal din Paderborn, Germania, care evoluează în 2. Bundesliga.